# Mîlnîkî, Nosivka
Mîlnîkî (în ucraineană Мильники) este un sat în comuna Kalînivka din raionul Nosivka, regiunea Cernihiv, Ucraina.

## Demografie
Componența lingvistică a localității Mîlnîkî
     Ucraineană (100%)
Conform recensământului din 2001, toată populația localității Mîlnîkî era vorbitoare de ucraineană (100%).